# Sergio Ristie
Sergio Ristie est un acteur américain.

## Filmographie

### Cinéma
| Année | Titre                   | Rôle        |
| ----- | ----------------------- | ----------- |
| 1996  | No Experience Necessary | Flic        |
| 1996  | Le Prince               | Young Tough |

### Télévision
| Année | Titre        | Rôle          | Observation         |
| ----- | ------------ | ------------- | ------------------- |
| 1995  | Deadly Games | Uniformed Cop | série TV, 1 épisode |
| 1999  | Pacific Blue | Bouncer       | série TV, 1 épisode |
| 2002  | Bob l'éponge | Roi Neptune   | série TV, 1 épisode |
| 2003  | Vegas Dick   | Maurice       | téléfilm            |